# Urbana Play
Urbana Play FM es una emisora de radio argentina con sede en la ciudad de Buenos Aires.
Fue fundada el 3 de marzo de 2008 como parte de una iniciativa de "Nostalgie Amsud", empresa licenciataria de Aspen 102.3. Desde el 27 de enero de 2020 hasta el 24 de enero de 2021, retransmitió la programación principal de Radio Continental AM 590. El 17 de febrero de 2021, Kuarzo Entertainment Argentina se hizo cargo de la frecuencia con programación propia, bajo el nombre de "Urbana Play".

## Historia
El 3 de marzo de 2008, Grupo Prisa le compró a la productora Cuatro Cabezas (de Mario Pergolini y Diego Guebel), la licencia de la FM 104.3, donde funcionaba la emisora de música dance y electrónica X4 Radio. De esa manera, Radio Continental emitió en ambas bandas, AM 590 y FM 104.3. El Comité Federal de Radiodifusión (COMFER) ordenó quitar esta señal de frecuencia modulada del aire. A pesar de esto, la radio siguió transmitiendo y presentó un recurso contra esta resolución ya que dio por entender que era una "medida arbitraria que corta la libertad de expresión, y sin precedentes a nivel nacional".
Desde el 1 de enero de 2011 la FM 104.3 comenzó como una nueva señal, bajo la denominación de Imagina. La emisora apuntaba a un público adulto contemporáneo, con clásicos de las décadas de los 80 y los 90, incluyendo canciones en español. Tras la fusión de los grupos de medios Prisa y Albavisión, en el dial 104.3 pasa a transmitir RQP, discontinuándose Imagina. En su anterior dial, 97.1, comenzó a emitirse el concepto radial de música latina y urbana FM Like (ex Mucha Radio).
Tras una última temporada con crecimiento de audiencia por el cambio de frecuencia que le permitió tener un mayor alcance en el área metropolitana de Buenos Aires, el 8 de marzo de 2019 se anunció a través de sus redes sociales oficiales el final de RQP. En su reemplazo se decidió pasar una selección musical acorde al extinto formato radial sin voces identificadoras ni conductores o locutores en vivo.
El 27 de enero de 2020, por motivo de la mudanza de los estudios de Continental y Los 40 a Palermo, la frecuencia vuelve a retransmitir la señal AM de Continental.
En 2021, luego de la compra por parte de Carlos Rosales, (a través del Grupo Santamartah), de las radios Continental, y su FM, y Los 40. Se decidió alquilar la frecuencia 104.3 FM a Kuarzo Entertainment Argentina para comenzar a transmitir en febrero de 2021. Por lo tanto, el 24 de enero de 2021, la 104.3 dejó de transmitir la señal de Continental. Se emitió música hasta el 17 de febrero, en donde oficialmente Kuarzo se hizo cargo de la radio, con el nombre de Urbana Play FM.